# Tom Arnold (storico della letteratura)
Thomas "Tom" Arnold, conosciuto anche come Thomas Arnold il Giovane (Lalehalm, 30 novembre 1823 – Dublino, 12 novembre 1900), è stato un docente e storico della letteratura inglese.

## Biografia
Nato il 30 novembre 1823 a Lalehalm, nel Middlesex, Tom Arnold era il secondo figlio di Thomas Arnold (1795-1842), rettore alla Rugby School e di Mary Penrose. Due suoi fratelli furono Matthew Arnold, un poeta e William Delafield Arnold, un autore ed amministratore coloniale britannico.
A Hobart in Tasmania conosce e sposa Julia Sorell, figlia dell'ex-vicegovernatore William Sorell e di Elizabeth Julia Kemp. Hanno nove figli (quattro morti giovani), tra i quali Ethel Arnold, un'autrice e giornalista; Mary Augusta Arnold (coniugata Ward), una romanziera; Julia Arnold, moglie di Leonard Huxley e madre di Julian ed Aldous Huxley; William Thomas Arnold, un giornalista. Nel 1857 la famiglia fece ritorno in Europa. Arnold divenne docente di letteratura inglese alla Catholic University of Ireland di Dublino, e nel 1862 pubblicò il Manual of English Literature, che divenne un libro di testo standard sull'argomento. Dimessosi dall'università di Dublino si spostò a Birmingham, dove fu docente alla Oratory School. Oltre ad una serie di opere che pubblicò come autore curò l'edizione di vari classici inglesi, tra i quali il Beowulf. Dopo essere rimasto vedovo, si risposò con Josephine Maria Benison, figlia di James Benison. Uno dei suoi ultimi studenti fu James Joyce.

## Opere

### Come autore
- A Manual of English Literature, Historical and Critical. London: Longman & Co., 1862 (much reprinted to 1897).
- Chaucer to Wordsworth: a Short History of English Literature to the present day. London: Thomas Murby, 1870. 2nd ed. 1875.
- Catholic Higher Education in Ireland. Dublin: M. H. Gill & Son, 1897.
- Notes on Beowulf. London: Longmans, Green, 1898.
- Passages in a Wandering Life. London: Edward Arnold, 1900.

### Come curatore
- Select English Works of John Wycliffe from Original Manuscripts. 3 vols. Oxford: Clarendon Press, 1869–1871.
- Selections from Addison's Papers contributed to the Spectator. Oxford: Clarendon Press, 1875.
- Beowulf: a Heroic Poem of the Eighth Century, with a translation. London: Longmans, Green, 1876.
- Henrici Archidiaconi Huntendunensis Historia Anglorum. The History of the English, by Henry, Archdeacon of Huntingdon, from A.D. 55 to A.D. 1154. Chronicles and memorials of Great Britain and Ireland during the Middle Ages ("Rolls Series") 74. London: Longman & Co., 1879.
- English Poetry and Prose: a collection of illustrative passages from the writings of English authors, commencing in the Anglo-Saxon period, and brought down to the present time. 2nd edition. London: Longmans, Green, and Co., 1882.
- Symeonis monachi opera omnia. 2 vols. Rolls Series 75. London: Longman & Co., 1882–1885.
- Edward Hyde, The History of the Rebellion and Civil Wars in England. Book VI. Second edition, 1894.
- Together with William E. Addis he compiled A Catholic Dictionary. First edition, London: Kegan Paul & Co., 1884. Much reissued.